# 東信用組合
東信用組合（あづましんようくみあい）は、東京都墨田区に本店を置く信用組合。

## 沿革
出典: 
- 1952年（昭和27年）12月　墨田新潟県人会が設立発起の母体となり、東信用組合設立
- 1963年（昭和38年）7月　墨田区東向島に寺島支店を開店
- 1966年（昭和41年）5月　葛飾区お花茶屋に葛飾支店を開店
- 1976年（昭和51年）12月　墨田区緑に本所支店を開店
- 2013年（平成25年）2月　でんさいネットワークに加盟、サービス開始